# Saint-Rémi-de-Tingwick
Saint-Rémi-de-Tingwick är en kommun i provinsen Québec i Kanada. Den ligger i regionen Centre-du-Québec, i den sydöstra delen av landet, 300 km öster om huvudstaden Ottawa.